# Роже де Пен
Роже де Пен (фр. Roger des Pins; 1294 — 28 травня 1365) — 28-й великий магістр ордену госпітальєрів у 1355—1365 роках.

## Життєпис
Походив з лангедоцького або прованського роду де Пен. Народився 1294 року в Провансі. Замолоду став братчиком ордену госпітальєрів. Початкова діяльність пов'язана з Провансом. 1319 року брав участь у виступі проти великого магістра Фулька де Вілларе, після відставки якого був призначений старшим лейтенантом ордену.
1335 року отримує посаду командору Бульбона. У 1347—1351 роках був командором Кіпру. 1353 року отримує посаду великого пріора Сен-Жиля. 1355 року обирається новим великим магістром. Під тиском папи римського Інокентія VI скликав Генеральний капітул в Авіньйоні, де було прийнято рішення щодо повернення до колишніх суворих правил ордену. Тепер меси мали проводили капелани ордену або пастори. Прийнято нові правила збори милостині в командоріях, розширено послуги шпиталю на Родосі, прийнято рішення стосовно утримання духовенства. Водночас почалося протистояння між прихильниками Папського престолу і самостійності ордену. Ознакою цього стало призначення пріором Каталонії кандидата від великого магістра, а пріором Кастилії і Леону — від папи римського.
Щоб уникнути вимоги папи римського щодо перенесення резиденції ордену поближче до турецьких володінь, Роже де Пен ухопився за пропозицію Жака Савойського, князя П'ємонта і Ахеї, продати госпітальєрам Ахейське князівство. Перемовини тривали до 1357 року, але через спротив Роберта Тарентського, що також мав права на Ахея, угоду було зірвано.
1357 року великий магістр увійшов до нової антитурецької ліги. 1358 році спільно з кіпріотським флотом діяв проти флоту бейліку Караман, завдавши туркам низки поразок.
Іншою проблемою для великого магістра стало просування Папським престолом свого союзника Хуана Фернандеса де Ередії вищими щаблями ордену, а від де Пена вимагалося лише затвердження цих призначень. 1358 року де Пен зібрав на Родосі Генеральний капітул, що виступив проти де Ередії. Водночас було внесено положення, що призначати пріорів мав лише великий магістр. Разом з тим надано право сержантам (простолюдинам) отримати статус лицаря за звитяжні дії у бою.
Протистояння з Ерією тривало до самої смерті Інокентія VI у 1362 році. Лише за нового папи римського Урбана V великому магістру вдалося поставити на посади старшого лейтенанта Заходу і пріора Кастилії своїх кандидатів.
Помер Роже де Пен 1365 року. Новим великим магістром обирається Рамон Беренгер.